# Journal of Cell Biology
Pour les articles homonymes, voir JCB.
Journal of Cell Biology (abrégé en J. Cell Biol.) est une revue scientifique à comité de lecture spécialisée dans la recherche en biologie cellulaire. Ses archives sont en libre accès six mois après publication.
D'après le Journal Citation Reports, le facteur d'impact de ce journal était de 10,822 en 2012. L'actuel directeur de publication est Tom Misteli.

## Histoire
Au cours de son histoire, le journal a changé de nom :
- Journal of Biophysical and Biochemical Cytology, 1955-1961  (ISSN 0095-9901)
- Journal of Cell Biology, 1962-en cours  (ISSN 0021-9525)